# 치와와주머니생쥐
치와와주머니생쥐(Chaetodipus eremicus)는 주머니생쥐과에 속하는 설치류의 일종이다. 미국 남서부와 멕시코에서 발견된다. 이전에는 사막주머니생쥐(C. pencillatus)의 아종으로 간주되었지만, 1996년에 미토콘드리아 DNA 분석을 통해 별도의 종으로 분류되었다.

## 특징
치와와주머니생쥐는 상당히 큰 설치류로 꼬리 길이를 포함한 성체의 전체 몸길이가 16~18cm이고, 몸무게는 15~23g이다. 등과 옆구리에는 검은색이 섞인 담황색 털이 뿌려져 있으며, 꼬리와 하체는 희다. 궁둥이의 털은 길고 가늘지만, 기타 유사한 바위주머니생쥐에서 보이는 가시털은 없다. 꼬리는 길이 8~11cm로 길고, 꼬리 끝이 흰색의 큰 술 형태를 띤다.
브룸위드와 메스키트, 크레오소트 관목과 같은 식물의 씨앗을 주로 먹는 초식동물이지만, 씨앗 공급이 부족할 때 풀을 먹기도 한다. 야행성 동물로 수많은 굴이 표면의 구멍으로 나가기 위해 펼쳐지는 중앙의 방을 포함한 굴 속에서 낮 시간을 보낸다. 여러 개의 굴 입구는 낮 동안에는 닫혀 있다. 봄 동안에 가장 크게 활동을 하며, 겨울 몇 개월 동안 한 번에 며칠 동안 겨울잠에 빠질 수 있다. 2월과 8월 사이에 번식을 하며, 5월경에 가장 많은 새끼들이 태어난다. 한번에 보통 3-4마리의 새끼를 낳는다.

## 분포 및 서식지
치와와사막쥐는 미국 텍사스주 서부와 뉴멕시코주 남부 지역부터 멕시커 북부와 중부 지역을 거쳐 멀리 산루이스포토시주까지 치와와 사막에서 서식한다.
때로는 초원이나 강가 언덕에서 발견될 수도 있지만 부드러운 흙 또는 모래흙이 있는 사막 관목 지대에서 서식한다. 서식지의 지배적인 식물은 보통 메스키트와 크레오소트 관목, 고양이발가락풀, 부채선인장과 같은 시기물로 이루어져 있다.

## 아종
주 종의 아종이 알려져 있다.
- Chaetodipus eremicus eremicus - 분포 지역 대부분에 서식
- Chaetodipus eremicus atrodorsalis - 산루이스포토시 주